# Josef Walla (Holzstecher)
Josef Walla (ungarisch Walla József, geboren um 1844 in Budapest; gestorben nach 1907) war ein ungarisch-deutscher Holzstecher und Inhaber einer xylographischen Anstalt.

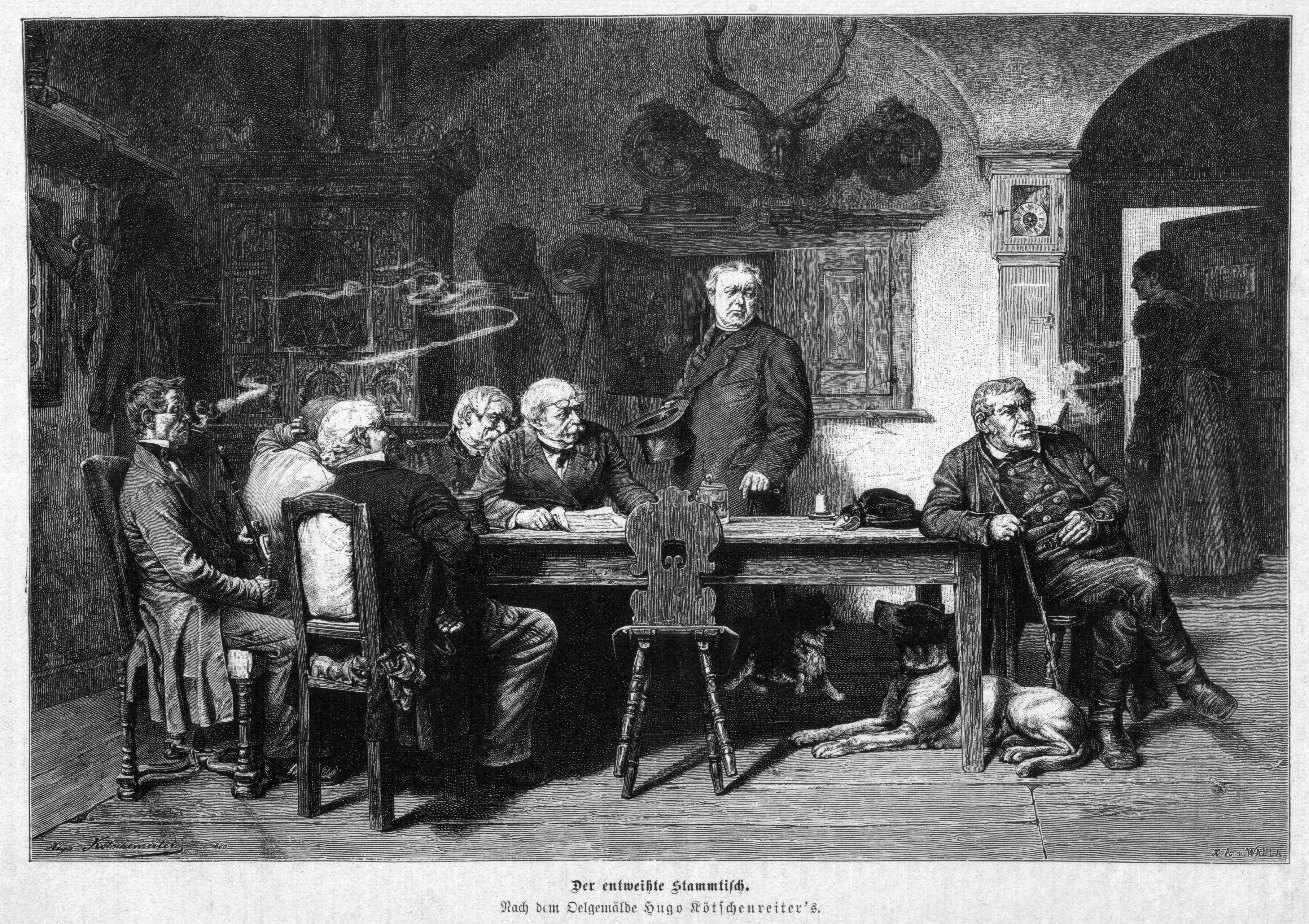
Der entweihte Stammtisch, Holzstich nach Hugo Kotschenreiter

Nachdem er eine Weile in Paris, ab 1870 in Stuttgart gearbeitet hatte und einige Jahre später in München tätig wurde, eröffnete Walla um 1875 sein Münchener Atelier als „Xylographische Anstalt von Walla“, die noch um 1886 existierte. Später soll Walla in seine Geburtsstadt Budapest zurückgekehrt sein. Seine Stiche sind mit X. A. v. Walla (= „Xylographische Anstalt von Walla“) signiert.